# HC 07 Detva
A HC 07 Detva egy szlovák jégkorongcsapat Gyetván. A klub a harmadosztályú 2. hokejová liga keleti csoportjában játszik.

## Története
A csapatot 2007-ben alapították.